# طرخشقون طشقندي
طرخشقون طشقندي (الاسم العلمي:Taraxacum taschkenticum) هو نوع من النباتات يتبع جنس الطرخشقون من الفصيلة النجمية. سمي هذا النوع نسبةً إلى منطقة طشقند في أوزبكستان.